# Kodlitz
Kodlitz ist ein Gemeindeteil der Gemeinde Speichersdorf im Landkreis Bayreuth (Oberfranken, Bayern). Die Gemarkung Kodlitz hat eine Fläche von 2,869 km². Sie ist in 267 Flurstücke aufgeteilt, die eine durchschnittliche Flurstücksfläche von 10746,89 m² haben. In ihr liegen neben dem namensgebenden Ort die Gemeindeteile Forsthaus und Holzmühle (zum Teil).

## Geografie
Das Dorf bildet mit Nairitz im Nordosten eine geschlossene Siedlung. Diese ist allseits von Acker- und Grünland umgeben. Die Kreisstraße BT 20 führt nach Frankenberg (1,5 km südwestlich) bzw. nach Windischenlaibach zur Staatsstraße 2184 (1,2 km nördlich). Ein Anliegerweg führt nach Forsthaus (0,6 km südlich).

## Geschichte
Kodlitz gehörte zum Rittergut Guttenthau. Anfang des 17. Jahrhunderts gab es Kodlitz neun Mannschaften und einen Hirten. Laut dem Steuerbuch von 1630 bestand der Ort aus vier Halbhöfen, vier Halbhöfel, zwei Gütern und drei Inwohnern ohne Besitz. 1762 gab es zehn Anwesen und ein Gemeindehirtenhäusel.
Mit dem Gemeindeedikt  wurde Kodlitz 1808 dem Steuerdistrikt Plössen und der Ruralgemeinde Plössen zugewiesen. In der freiwilligen Gerichtsbarkeit unterstand der Ort dem Patrimonialgericht Guttenthau. Im Zuge der Gebietsreform in Bayern wurde Kodlitz am 1. Januar 1972 nach Speichersdorf eingemeindet.